# 結婚双紙
『結婚双紙』（けっこんそうし、原題：英語: The Divorcee）は、1930年に製作・公開されたアメリカ合衆国の映画である。

## 概要
アースラ・パーロットの小説『前妻』の映画化であり、ロバート・Z・レナードが監督、ノーマ・シアラーが主演した。シアラーは本作の演技によってアカデミー主演女優賞を受賞している。

## キャスト
- ジェリー・マーティン：ノーマ・シアラー
- テッド（ジェリーの夫）：チェスター・モリス
- ポール：コンラッド・ネーゲル
- ドン：ロバート・モンゴメリー
- ヘレン・ボールドウィン：フローレンス・エルドリッジ

## スタッフ
- 監督：ロバート・Z・レナード
- 製作：アーヴィング・タルバーグ、ロバート・Z・レナード
- 脚本：ニック・グラインド、ゼルダ・シアーズ、ジョン・ミーハン
- 撮影：ノーバート・ブローディン
- 編集：ヒュー・ウィン
- 美術：セドリック・ギボンズ
- 衣裳：エイドリアン
- 録音：ダグラス・シアラー

## アカデミー賞受賞・ノミネーション
- 受賞
  - 主演女優賞：ノーマ・シアラー
- ノミネーション
  - 作品賞
  - 監督賞：ロバート・Z・レナード
  - 脚本賞：ジョン・ミーハン